# Fiat Tipo 6
La Fiat Tipo 6 è un'autovettura di lusso costruita dalla Fiat dal 1910 al 1914. È stata anche conosciuta come “Fiat 50-60 HP”.
Aveva installato un motore da 9017 cm³ di cilindrata erogante una potenza di 75 CV che le permetteva di raggiungere una velocità massima di 110 km/h. L'accensione era a magnete e la trasmissione era a giunto cardanico.
La “Tipo 6” fu tra le automobili più lussuose dell'epoca e prese il posto della Fiat 50 HP. Sarà rimpiazzata dalla Fiat 520 Superfiat.
Questa vettura sarà principalmente esportata negli Stati Uniti d'America.